# Рожа зморшкувата
Рожа зморшкувата (Alcea rugosa) — вид квіткових рослин родини мальвові (Malvales).

## Опис
Багаторічник заввишки 2 м. Листя пальчатолопатеве, зверху зморшкувате. Квіти великі, понад 3 см в діаметрі, жовтого забарвлення. Підчаша з 6–7 трикутних листочків. Плоди з глибоким жолобком, з крилами по краях, завширшки 0,7–2 мм. Цвіте з червня по вересень. Росте у степу, на схилах горбів, серед чагарників. Інколи використовується як декоративна рослина.

## Поширення
Вид поширений в Україні, Росії, на Кавказі (Азербайджан, Вірменія, Грузія).